# The Walker Brothers
The Walker Brothers era un grupo estadounidense de pop de los años 1960 y parte de los años 1970. A pesar del nombre de la banda, entre sus componentes no existía ningún grado de parentesco. Formado en 1964, estaba compuesto por Scott Engel (conocido artísticamente como Scott Walker), John Walker (nacido como John Maus, quien ya en su juventud cambió su apellido por el de Walker) y Gary Leeds (finalmente conocido  como Gary Walker). Sus dos primeros discos alcanzaron la posición #3 en la UK Albums Chart. En 1965 fueron número uno en las listas británicas, durante una semana, con ‘Make It Easy On Yourself’. Repitieron la hazaña en 1966, durante un mes, con su ‘The Sun Ain’t Gonna Shine Anymore’.
Pronto se disolvieron y Scott Walker siguió su carrera en solitario. Se reagruparon nuevamente en 1975 para producir álbumes como "No Regrets", "Lines" y su último "Nite Fligths", poniendo así punto final a su carrera.

## Miembros
- Scott Walker - nacido como Noel Scott Engel el 9 de enero de 1943 en Hamilton, Ohio y fallecido el 24 de marzo de 2019 en Londres, Inglaterra - vocalista líder, bajista
- Gary Walker - nacido como Gary Leeds el 9 de marzo de 1942 en Glendale, California - baterista, vocalista.
- John Walker - nacido como John Joseph Maus el 12 de noviembre de 1943 en Nueva York[1] y fallecido el 7 de mayo de 2011 en Los Ángeles, California - guitarrista, vocalista.

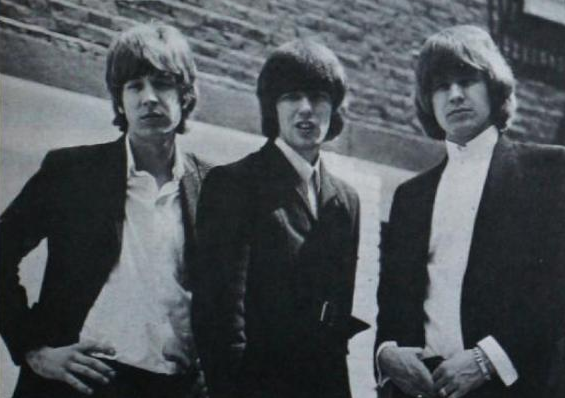
The Walker Brothers en 1965.

## Discografía

### Álbumes
| Año  | Álbumes                                                                                      | Posiciones en listas | Posiciones en listas |
| Año  | Álbumes                                                                                      | UK                   | DEU                  |
| ---- | -------------------------------------------------------------------------------------------- | -------------------- | -------------------- |
| 1965 | Take It Easy with The Walker Brothers - Released: diciembre de 1965 - Label: Philips Records | 3                    | 7                    |
| 1966 | Portrait - Released: noviembre de 1966 - Label: Philips Records                              | 3                    | 8                    |
| 1967 | Images - Lanzamiento: abril de 1967 - Discográfica: Philips Records                          | 6                    | 23                   |
| 1975 | No Regrets - Lanzamiento: octubre de 1975 - Label: GTO Records                               | 49                   | —                    |
| 1976 | Lines - Released: octubre de 1976 - Label: GTO Records                                       | —                    | —                    |
| 1978 | Nite Flights - Released: febrero de 1978 - Label: GTO Records                                | —                    | —                    |

### Álbumes en directo
- Walker Brothers in Japan (1987, Bam Caruso)

### Recopilatorios
- The Walker Brothers' Story (1967, Philips Records) UK #9
- After The Lights Go Out: The Best of 1965-1967 (1992, Fontana/Phonogram)
- No Regrets—The Best Of Scott Walker and The Walker Brothers 1965-1976 (1992, Polygram Records) UK #4
- If You Could Hear Me Now (2001, Columbia)
- The Sun Ain't Gonna Shine Anymore—The Best of The Best of Scott Walker and The Walker Brothers (2006) UK #24
- Everything Under the Sun—The Complete Studio Recordings (2006, Universal International) (Five CD box set)

### EP
| Año  | EP                                                                        | Posiciones en listas |
| Año  | EP                                                                        | UK EP chart          |
| ---- | ------------------------------------------------------------------------- | -------------------- |
| 1966 | I Need You - Released: June 1966 - Label: Philips Records                 | 1                    |
| 1966 | Solo John - Solo Scott - Released: December 1966 - Label: Philips Records | 4                    |
| 1981 | Shutout - Released: 1981 - Label: GTO Records                             | —                    |

### Sencillos
| Año  | Cara A                              | Cara B                       | Posiciones en listas | Posiciones en listas | Posiciones en listas | Posiciones en listas | Posiciones en listas |
| Año  | Cara A                              | Cara B                       | UK                   | DEU                  | IRL                  | NL                   | US                   |
| ---- | ----------------------------------- | ---------------------------- | -------------------- | -------------------- | -------------------- | -------------------- | -------------------- |
| 1965 | "Pretty Girls Everywhere"           | "Doin' the Jerk"             | —                    | —                    | —                    | —                    | —                    |
| 1965 | "Love Her"                          | "The Seventh Dawn"           | 20                   | —                    | —                    | —                    | —                    |
| 1965 | "Make It Easy on Yourself"          | "But I Do"                   | 1                    | —                    | 3                    | —                    | 16                   |
| 1965 | "My Ship Is Coming In"              | "You're All Around Me"       | 3                    | —                    | —                    | —                    | 63                   |
| 1966 | "The Sun Ain't Gonna Shine Anymore" | "After the Lights Go Out"    | 1                    | 4                    | 5                    | 9                    | 13                   |
| 1966 | "(Baby) You Don't Have to Tell Me"  | "My Love Is Growing"         | 13                   | 21                   | —                    | 37                   | —                    |
| 1966 | "Another Tear Falls"                | "Saddest Night In The World" | 12                   | 24                   | —                    | —                    | —                    |
| 1966 | "Deadlier than the Male"            | "Archangel"                  | 32                   | —                    | —                    | —                    | —                    |
| 1967 | "Stay With Me Baby"                 | "Turn Out the Moon"          | 26                   | —                    | —                    | —                    | —                    |
| 1967 | "Walking in the Rain"               | "Baby Make It The Last Time" | 26                   | —                    | —                    | —                    | —                    |
| 1976 | "No Regrets"                        | "Remember Me"                | 7                    | —                    | 5                    | 7                    | —                    |
| 1976 | "Lines"                             | "First Day"                  | —                    | —                    | —                    | —                    | —                    |
| 1977 | "We're All Alone"                   | "Have You Seen My Baby"      | —                    | —                    | —                    | 32                   | —                    |
| 1978 | "The Electrician"                   | "Den Haague"                 | —                    | —                    | —                    | —                    | —                    |